# Ford P100

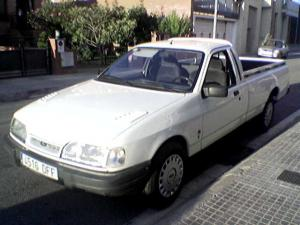
Ford Sierra P100 Pickup

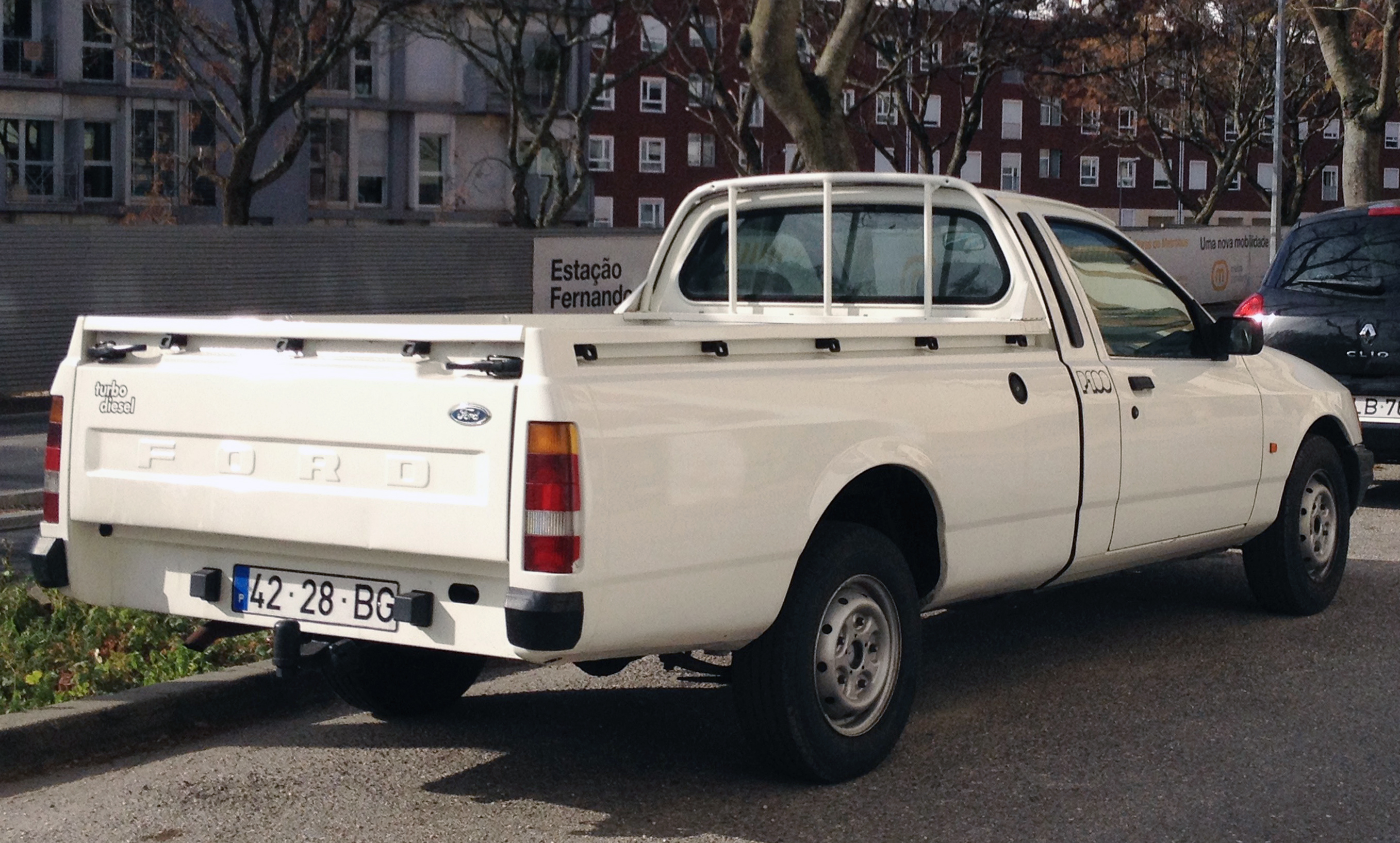
Ford Sierra P100 Pickup – zadní pohled

Ford P100 byl pick-up na podvozku Fordu Cortina 1971–1988 a Fordu Sierra 1988–1993. Vznikl v roce 1971 v Jihoafrické republice na podvozku dvoudveřové Cortiny MkIII. V roce 1977 proběhla modernizace a P100 dostal karoserii z Cortiny MkIV. a v roce 1980 z Cortiny MkV, tato verze se vyráběla až do roku 1988, potom proběhla modernizace a P100 měl karoserii ze Sierry. Výroba skončila až v roce 1993.

## Možnosti motoru

### Ford Cortina P100
- 1.6L V4
- 2.5L V6 Essex
- 3.0L V6 Essex

### Ford Sierra P100
- 1.8L V4 TD
- 2.0L V4